# Chrysolina
Chrysolina é um género de artrópode pertencente à família Chrysomelidae.

## Espécies
- Chrysolina adzharica Lopatin, 1988
- Chrysolina affinis Fabricius, 1787
- Chrysolina americana Linnaeus, 1758
- Chrysolina analis Linnaeus, 1767
- Chrysolina arctica Medvedev in Medvedev & Korotyaev, 1980
- Chrysolina atrovirens Frivaldszky, 1876
- Chrysolina aurichalcea Mannerheim, 1825
- Chrysolina aveyronenesis Bechyné, 1950
- Chrysolina baetica Suffrian, 1851
- Chrysolina bankii Fabricius, 1775
- Chrysolina baronii Daccordi, 1979
- Chrysolina beatricis Daccordi, 1980
- Chrysolina belousovi Lopatin, 2000
- Chrysolina bergeali (Bourdonne, 2004)
- Chrysolina bertiae Daccordi, 1982
- Chrysolina bicolor Fabricius, 1775
- Chrysolina bienkowskii Lopatin, 2000
- Chrysolina boreosinica Lopatin, 2004
- Chrysolina borochorensis Lopatin, 2000
- Chrysolina bourdonnei Daccordi & Ruffo, 2005
- Chrysolina brahma Takizawa, 1980
- Chrysolina brunsvicensis Gravenhorst, 1807
- Chrysolina burchana Lopatin, 1998
- Chrysolina capricornus Mikhailov, 2000
- Chrysolina carnifex Fabricius, 1792
- Chrysolina carpathica Fuss, 1856
- Chrysolina cerealis Linnaeus, 1767
- Chrysolina chalcites Germar, 1824
- Chrysolina cinctipennis Harold, 1874
- Chrysolina claripes Lopatin, 2002
- Chrysolina coerulans Scriba, 1791
- Chrysolina colasi Cobos, 1952
- Chrysolina confucii Lopatin, 2007
- Chrysolina copta Daccordi, 1978
- Chrysolina corcyria Suffrian, 1851
- Chrysolina costalis Olivier, 1807
- Chrysolina cretica Olivier, 1807
- Chrysolina cribrosa Ahrens, 1812
- Chrysolina cuprina cuprina Duftschmid, 1825
- Chrysolina cuprina Duftschmid, 1825
- Chrysolina curvilinea Weise, 1884
- Chrysolina daccordii (Medvedev & Sprecher-Uebersax, 1999)
- Chrysolina daccordii Lopatin, 2000
- Chrysolina dalailamai Lopatin, 1998
- Chrysolina dalia Chen, 1984
- Chrysolina daosana Lopatin, 2007
- Chrysolina davidiani Lopatin, 2002
- Chrysolina deubeli Ganglbauer, 1897
- Chrysolina dhaulagirica Medvedev, 1990
- Chrysolina didymata Scriba, 1791
- Chrysolina diluta Germar, 1824
- Chrysolina dogueti Daccordi, 1982
- Chrysolina dolini Lopatin, 1999
- Chrysolina dudkoi Mikhailov, 2000
- Chrysolina elbursica Lopatin, 1981
- Chrysolina eldae Daccordi, 1982
- Chrysolina erzinica Mikhailov, 2002
- Chrysolina eurina Frivaldszky, 1883
- Chrysolina fascinatrix Lopatin, 1998
- Chrysolina fastuosa Scopoli, 1763
- Chrysolina femoralis Olivier, 1790
- Chrysolina fimbrialis Küster, 1845
- Chrysolina fortunata Wollaston, 1864
- Chrysolina fragariae Wollaston, 1854
- Chrysolina fuliginosa Olivier, 1807
- Chrysolina gansuica Lopatin, 2006
- Chrysolina geae Lopatin, 2006
- Chrysolina gebleri Medvedev, 1979
- Chrysolina geminata Paykull, 1799
- Chrysolina glebi Lopatin, 1988
- Chrysolina globipennis Suffrian, 1851
- Chrysolina globosa Panzer, 1805
- Chrysolina graminis Linnaeus, 1758
- Chrysolina grancanariensis Lindberg, 1953
- Chrysolina grossa Fabricius, 1792
- Chrysolina gruevi Lopatin, 2007
- Chrysolina gypsophilae Küster, 1845
- Chrysolina haemoptera Linnaeus, 1758
- Chrysolina halysa Bechyné, 1950
- Chrysolina hartmanni Medvedev, 1999
- Chrysolina helopioides Suffrian, 1851
- Chrysolina herbacea Duftschmid, 1825
- Chrysolina hyperboreica Mikhailov, 2002
- Chrysolina hyperici Forster, 1771
- Chrysolina hyrcana Weise, 1884
- Chrysolina infernalis Lopatin, 2007
- Chrysolina inflata Weise, 1916
- Chrysolina interstincta Suffrian, 1851
- Chrysolina janczyki Daccordi, 1980
- Chrysolina jenisseiensis Breit, 1920
- Chrysolina jiangi Lopatin, 2006
- Chrysolina joliveti Bechyné, 1950
- Chrysolina kabaki Lopatin, 1988
- Chrysolina kaikana Lopatin, 1992
- Chrysolina kataevi Lopatin, 2000
- Chrysolina katonica Lopatin, 1988
- Chrysolina khalyktavica Lopatin, 2005
- Chrysolina koktumensis Lopatin & Kulenova, 1987
- Chrysolina kozlovi Lopatin, 1988
- Chrysolina kuesteri Helliesen, 1912
- Chrysolina kungeyana (Bourdonne, 2004)
- Chrysolina latecincta Demaison, 1896
- Chrysolina lepida Brullé, 1838
- Chrysolina lepida Olivier, 1807
- Chrysolina levi Ochrimenko, 1990
- Chrysolina lichenis Richter, 1820
- Chrysolina limbata Fabricius, 1775
- Chrysolina luchti Lopatin, 2000
- Chrysolina lucida Olivier, 1807
- Chrysolina lucidicollis Küster, 1845
- Chrysolina lutea Petagna, 1819
- Chrysolina mactata Fairmaire, 1859
- Chrysolina marcasitica Germar, 1824
- Chrysolina marginata Linnaeus, 1758
- Chrysolina masoni Daccordi, 1982
- Chrysolina mauroi Lopatin, 2005
- Chrysolina medogana Chen & Wang in Wang & Chen, 1981
- Chrysolina milleri Weise, 1884
- Chrysolina minuscula Daccordi, 1982
- Chrysolina murina Daccordi, 1982
- Chrysolina nagaja (Daccordi, 1982)
- Chrysolina naratica Lopatin, 2000
- Chrysolina neglecta Bienkowski, 1998
- Chrysolina nigrorugosa Lopatin, 2005
- Chrysolina nushana Chen, 1984
- Chrysolina nyalamana Chen & Wang in Wang & Chen, 1981
- Chrysolina obenbergeri Bechyné, 1950
- Chrysolina obscurella Suffrian, 1851
- Chrysolina obsoleta Brullé, 1838
- Chrysolina ogloblini Mikhailov, 2000
- Chrysolina oirota Lopatin, 1990
- Chrysolina olivieri Bedel, 1892
- Chrysolina oricalcia Müller O. F., 1776
- Chrysolina orientalis Olivier, 1807
- Chrysolina osellai Daccordi & Ruffo, 1979
- Chrysolina osellai Daccordi & Ruffo, 1979
- Chrysolina pala Bienkowski, 1998
- Chrysolina paradoxa Medvedev, 1999
- Chrysolina parvati Daccordi, 1982
- Chrysolina patriciae Daccordi, 1982
- Chrysolina peregrina Herrich-Schaeffer, 1839
- Chrysolina petitpierrei Kippenberg, 2004
- Chrysolina petrenkoi Lopatin, 1992
- Chrysolina philotesia Daccordi & Ruffo, 1980
- Chrysolina platypoda Bechyné, 1950
- Chrysolina pliginskii Reitter, 1913
- Chrysolina polita Linnaeus, 1758
- Chrysolina pourtoyi Bourdonne, 1996
- Chrysolina purpurascens Germar, 1822
- Chrysolina purpureoviridis Lopatin, 2005
- Chrysolina quadrigemina Suffrian, 1851
- Chrysolina regeli Lopatin, 2002
- Chrysolina reitteri Weise, 1884
- Chrysolina relucens Rosenhauer, 1847
- Chrysolina rhodia Bechyné, 1950
- Chrysolina rossia Illiger, 1802
- Chrysolina rotundata Lopatin, 2002
- Chrysolina rufa Duftschmid, 1825
- Chrysolina rufoaenea Suffrian, 1851
- Chrysolina sahlbergi Ménétriés, 1832
- Chrysolina sanguinolenta Linnaeus, 1758
- Chrysolina schatzmayri Müller, 1916
- Chrysolina schneideri Weise, 1882
- Chrysolina scotti Daccordi, 2001
- Chrysolina seenoi Daccordi, 1982
- Chrysolina septentrionalis Ménétriés, 1851
- Chrysolina shapaensis Medvedev, 1987
- Chrysolina sichuanica Lopatin, 2002
- Chrysolina silvanae Daccordi, 1978
- Chrysolina songpana Lopatin, 2007
- Chrysolina stachydis Genè, 1839
- Chrysolina staphylaea Linnaeus, 1758
- Chrysolina sturmi Westhoff, 1882
- Chrysolina substrangulata Bourdonne, 1986
- Chrysolina suffriani Fairmaire, 1859
- Chrysolina sundukovi Mikhailov, 2006
- Chrysolina susterai Bechyné, 1950
- Chrysolina tagana Suffrian, 1851
- Chrysolina tangalaensis Kimoto, 2001
- Chrysolina tani Lopatin, 1998
- Chrysolina tastavica Lopatin, 1992
- Chrysolina taygetana Bechyné, 1952
- Chrysolina tekessica Lopatin, 2000
- Chrysolina terskeica Romantsov, 2005
- Chrysolina timarchoides Brisout, 1882
- Chrysolina turca Fairmaire, 1865
- Chrysolina ulugkhemica Mikhailov, 2002
- Chrysolina umbratilis Weise, 1887
- Chrysolina uraltuvensis Mikhailov, 2000
- Chrysolina valichanovi Lopatin, 1990
- Chrysolina varians Schaller, 1783
- Chrysolina variolosa Petagna, 1819
- Chrysolina verestschaginae Lopatin, 1992
- Chrysolina vernalis Brullé, 1832
- Chrysolina vignai Daccordi, 1978
- Chrysolina viridana Küster, 1844
- Chrysolina viridiopaca Lopatin, 2004
- Chrysolina wangi Lopatin, 2005
- Chrysolina warchalowskii Lopatin, 2005
- Chrysolina weisei Frivaldszky, 1883
- Chrysolina wollastoni Bechyné, 1957
- Chrysolina yupeiyuae Lopatin, 1998
- Chrysolina zamotajlovi Medvedev & Ochrimenko in Medvedev & Okhrimenko, 1991
- Chrysolina zangana Chen & Wang in Wang & Chen, 1981
- Chrysolina zhongdiana Chen, 1984